# Beacons of Ancestorship
Beacons of Ancestorship — шестой студийный альбом американской рок-группы Tortoise. Он был выпущен 23 июня 2009 года лейблом Thrill Jockey

## Отзывы
| Совокупная оценка    | Совокупная оценка |
| Источник             | Оценка            |
| -------------------- | ----------------- |
| Metacritic           | 71/100            |
| Оценки критиков      |                   |
| Источник             | Оценка            |
| AllMusic             | [ 2 ]             |
| The A.V. Club        | B+                |
| BBC Music            | favorable         |
| Consequence of Sound | A−                |
| NME                  | [ 6 ]             |
| The Observer         | favorable         |
| Pitchfork            | 7.9/10            |
| PopMatters           | [ 9 ]             |
| Resident Advisor     | 4.0/5             |
| Slant Magazine       | [ 11 ]            |

Альбом получил положительные отзывы музыкальной критики и интернет-изданий.
На сайте Metacritic, который присваивает средневзвешенную оценку из 100 баллов отзывам основных критиков, альбом получил средний балл 71 % на основе нескольких рецензий, что свидетельствует о «в целом благоприятных отзывах».
Джон Буш написал в AllMusic, что этот альбом «… показывая группу, которая так же увлечена звуком, так же заинтригована его бесчисленными возможностями и так же безошибочно представляет эти идеи в виде интересной инструментальной музыки, как и во время своего дебюта в 1993 году. Временные сигнатуры постоянно меняются, огоньки жизненной силы и изобретательности, которые Tortoise демонстрировали 12 лет назад, совершенно не гаснут, а точки отсчёта для их музыки постоянно расширяются (среди даба, краутрока, минимализма и джаза здесь присутствует удивительно резкий панк для „Yinxianghechengqi“). Открывающий пластинку трек — это восемь минут блаженства, которые сменяют друг друга каждые несколько минут и в конце концов приводят к великолепному джему с участием всей группы, который возвращает нас к ранней эпохе чикагского пост-рока с закрытием, поразительно напоминающим ранних Trans Am. Экспериментальной группе может быть невероятно сложно продолжать экспериментировать несколько лет подряд и при этом не оскудеть, но Tortoise достигают этого баланса без особых усилий».

## Список композиций
| №   | Название                              | Длительность |
| --- | ------------------------------------- | ------------ |
| 1.  | «High Class Slim Came Floatin’ In»    | 8:14         |
| 2.  | «Prepare Your Coffin»                 | 3:37         |
| 3.  | «Northern Something»                  | 2:24         |
| 4.  | «Gigantes»                            | 6:21         |
| 5.  | «Penumbra»                            | 1:08         |
| 6.  | «Yinxianghechengqi»                   | 3:37         |
| 7.  | «The Fall of Seven Diamonds Plus One» | 3:40         |
| 8.  | «Minors»                              | 4:23         |
| 9.  | «Monument Six One Thousand»           | 3:22         |
| 10. | «De Chelly»                           | 1:46         |
| 11. | «Charteroak Foundation»               | 5:07         |

## Чарты
| Чарт (2009)                         | Высшая позиция |
| ----------------------------------- | -------------- |
| США (Billboard 200)                 | 149            |
| США (Heatseekers Albums, Billboard) | 9              |
| США (Independent Albums, Billboard) | 25             |
| США (Tastemaker Albums, Billboard)  | 15             |